# Primární reflexy
Primární reflexy (nebo také novorozenecké a kojenecké reflexy) můžeme definovat jako komplexní automatické pohybové vzory, nebo jak říkají Casteillo et al. a Zoia et al. soubor pohybových modelů, zprostředkovaný mozkovým kmenem, nebo hřbetní míchou. Arnett ve své učebnici vývojové psychologie uvádí, že při narození a v následujících měsících je dítě vybaveno sadou až 27 různých reflexů. Formují se již během prenatálního období. Tyto reflexy jsou rozhodující pro přežití, protože po opuštění intrauterinního prostředí je dosud plně nevyvinutý CNS novorozence doslova bombardován nepřeberným množstvím stimulů. Primární reflexy pomáhají na tyto stimuly adekvátně reagovat. Jedná se především o reakce na nepříjemné nebo život ohrožující stimuly (např. bolest, změny teploty), reakce směřující k zabezpečení základních životních potřeb (např. přístupu vzduchu pro pravidelné dýchání, přísunu jídla) a reakce k zachování homeostázy, neboli stálosti vnitřního prostředí. Jiné reflexy pomáhají při adaptaci na nové prostředí a orientaci, další jsou základem pro pozdější vývoj volního chování. Proto jsou primární reflexy dobře vyvolatelné hlavně v období prvních šesti měsíců života dítěte . Primární reflexy slouží také jako příprava pro později se objevující úmyslnou hybnost a pro rozvoj kognitivních dovedností. Samotné primární reflexy, spolu s posturální kontrolou, představují základní vývojové vzorce, které jsou integrovány a modifikovány do komplexnějších vzorců, které umožní rozvoj volní motoriky . Většina z nich vymizí během prvních měsíců života dítěte a jejich přetrvávání či úplná absence poukazují na možný abnormální vývoj mozkových funkcí.Přetrvávání primárních reflexů může souviset s ranými traumaty dítěte v prenatálním stavu, během porodu a po porodu či v prvním roce života a souviset mohou též s biomechanickou dysfunkcí krční páteře tzv. Kiss syndrom.

## Význam primárních reflexů
S maturací centrální nervové soustavy (CNS), tj. s nastupující volní motorikou, primární reflexy postupně slábnou, až úplně zaniknou během prvního roku života . Kolář  udává, že primární (primitivní) reflexy mizí v době, kdy dochází k nástupu řídicího systému automatického ovládání polohy těla (tzn. s nástupem rovnovážných mechanismů ve 4. – 6. týdnu života) a podle Fong  a Geuze  jsou primární reflexy inhibovány, jak zraje nervový systém a nahrazovány posturálními reflexy. Jejich výskyt v této rané fázi vývoje již naznačuje, že mohou hrát důležitou roli při vývoji fungování centrální nervové soustavy . Novorozenecký mozek má objem okolo 380 až 420 ml, což je asi čtvrtina až třetina objemu mozku dospělého člověka , makroskopicky je rozvinut a v hrubých rysech se příliš neliší od mozku dospělého jedince. Funkčně i anatomicky však není plně vyvinut . Kvůli nedostatečně rozvinuté mozkové struktuře nemůže dítě svoje pohyby dobře ovládat. Dětský mozek přichází na svět s větším počtem nervových buněk a synapsí, než bude mít v rané dospělosti. V důsledku radikální změny prostředí po porodu, dochází k vytváření nových interneurálních spojů a nových nepodmíněných reflexů . Komárek a kol. uvádí, že při porodu jedince je myelinizována sotva jedna třetina nervových vláken. Myelinizace postupuje od páteřní míchy přes mozkový kmen, bazální ganglia, mozeček až k mozkové kůře . S postupující myelinizací mozkových struktur se centrum řízení motoriky posouvá do vyšších etáží CNS, do podkorových center.
Primární reflexy jsou subkortikálně (podkorově) založené reflexy, řízené primitivními mozkovými strukturami. Neustálá interakce s okolím a zážitky během vývoje stimulují vytváření propojení v mozku, diferenciaci nervových buněk, a hlavně propojení k vyšším mozkovým centrům, která následně přeberou celkové řízení těla. Pohyby vyvolané primárními reflexy tedy pomáhají vytvářet hustou neuronovou síť, která umožňuje propojení různých oblastí mozku. Tato propojení jsou velmi důležitá pro budoucí procesy učení, komunikační schopnosti, emocionální a citové vztahy a motivaci .
Motorický vývoj souvisí s aktivitou primárních reflexů, kdy dítě postupně dozrává a inhibuje primitivnější motorické formy . První roky života musí docházet ke strukturování a organizaci těchto propojení. Vývoj držení těla a pohybových funkcí je v podstatě zrcadlem vývoje mozku. Primární reflexy představují vrozenou odpověď na klíčové stimuly, facilitující motorickou reakci na specifické smyslové podněty. Čím více se dítě hýbe, tím lépe se naučí ovládat své pohyby. Zlepšení ovládání pohybu je ukazatelem posilujících se propojení mezi mozkem a tělem i v mozku samotném. Takovým způsobem pomáhá pohyb dotvářet mozek . S maturací CNS ve skutečnosti nedochází k jejich naprosté ztrátě, nýbrž k pouhé inhibici. Pedroso a Rotta  udávají, že jejich přítomnost značí nekompletní maturaci inhibiční aktivity centrálního nervového systému. Proto při lézích ve specifických oblastech CNS, podle Sudo  hlavně oblast frontálního laloku, dochází ke ztrátě této inhibice a jejich opětovnému objevení se.

## Přetrvávající primární reflexy
Jak uvádí J. Czochańska , primární reflex by měl být chápán v širším smyslu, ne jako neměnná stereotypní reakce na působící podnět, ale spíše jako složka motorického vývoje dítěte. Primární reflexy utvářejí určitý motorický vzor a díky tomu se v prvním a druhém roce života vyvíjejí děti podobným způsobem. Role reflexů by proto měla být chápána nikoli pouze jako cvičení určitého motorického vzoru, díky němuž si dítě může osvojit vzpřímené držení těla, ale také, jak se později prokázalo, daný reflex otevírá a aktivuje nervové dráhy a vede impuls k různým strukturám v mozku. Proto pokud primární reflexy vydrží déle, než je fyziologické období jejich výskytu, mohou narušit psychomotorický vývoj .
Přetrvávající primární reflexy způsobují, že :
•                se nevytvoří optimální smyslově-motorická cesta, což vede k nekontrolovaným a nekoordinovaným pohybům;
•                tyto nekontrolované pohyby a obecně držení těla, musí být vědomě kompenzovány;
•                nezralost v mozkovém kmeni negativně ovlivňuje funkci vyšších center mozku (emocionální i kognitivní), protože vzruchy musí procházet nervovými dráhami přes nezralý mozkový kmen, aby dosáhly kortexu.
Přetrvávající primární reflexy mohou také způsobit problémy se zpracováním smyslové informace.  Každý reflex je spojen s jedním nebo více smyslovými systémy . Senzorická integrace je schopnost mozku správně zpracovat příchozí podněty a umožňuje člověku vytvářet tzv. adaptivní odpověď. Pokud zpracování senzorické informace neprobíhá optimálně, mluvíme o dysfunkci senzorické integrace, a to souvisí s vývojem nervového systému, což může způsobovat mimo jiné problémy s výslovností a řečí .
Pokud primární reflexy nevymizí, mohou do značné míry ovlivnit fyzický i psychický aspekt vývoje dítěte. Mají mimo jiné vliv na hrubou motoriku, jemnou motoriku, pohyby očí, na koordinaci oka-ruky nebo i na koordinaci horní či spodní části těla, mají vliv na soustředění, klidné a rovné sezení, působí problémy s rovnováhou, ovlivňují též kvalitu řeči. Silně ovlivňují školní úspěšnost. Mají vliv tedy na ADHD, na specifické poruchy učení, dyslexie, dysortografie, dysgrafie, vývojová dysfázie či autismus.
Teitelbaum se dokonce domnívá, že téměř všechny poruchy pohybu u autismu jsou způsobeny přetrvávajícími primárními reflexy. To znamená, že některé reflexy nejsou inhibovány ve správném okamžiku vývoje dítěte a jiné se naopak neobjeví včas. Jiní se domnívají, že opoždění v motorickém vývoji během prvního roku života dítěte může předpovědět hlavní symptomy, které jsou charakteristické pro poruchy autistického spektra . Tato hypotéza byla ověřena ve výzkumu, kdy testovali sourozence dětí s poruchou autistického spektra, kteří mají vyšší riziko rozvoje poruchy autistického spektra (PAS). V tomto dlouhodobém (longitudinálním) výzkumu vědci sledovali vývoj dětí s vyšším rizikem rozvoje PAS v období 3. - 6. měsíce věku. Z výzkumu vyplynulo, že 70 % dětí s opožděným motorickým vývojem v raném věku následně vykazovalo opoždění v komunikaci . Konicarová poukázala ve svém výzkumu, že děti s ADHD mají vyšší výskyt primárních reflexů než v kontrolní skupině. To pravděpodobně ukazuje na kompenzaci nedokončených vývojových stádií souvisejících s inhibicí Moroova reflexu a spinálního Galantova reflexu. V dalším výzkumu z roku 2013 pak potvrdila domněnku, že také přetrvávající symetrický tonický šíjový reflex má úzkou souvislost se symptomy ADHD .

## Rizikové faktory
Vývoj motoriky a dynamika vývoje jsou v raném dětství vynikajícím ukazatelem správného vývoje nervové soustavy . Pokud jsou viditelné odchylky v psychomotorickém vývoji dítěte, primární reflexy pravděpodobně přetrvávají. Rizikové období má rozsah zejména od embryonální fáze vývoje dítěte do konce prvního roku věku dítěte.

## Chodicí reflex
Chodicí reflex lze pozorovat po prvním měsíci od narození, vymizí obvykle již kolem druhého měsíce života. Později se objevuje jako volní činnost kolem jednoho roku, kdy se dítě učí chodit.

Reflex je vyvolán podržením dítěte pod pažemi ve výšce, která mu dovoluje, aby se nožkami dotklo země. Dítě poté jakoby dělalo kroky.

Vědci nejsou jednotní v názoru, co přesně reflex způsobuje. Nejčastější je vysvětlení, že člověk je od narození uzpůsoben k chůzi, ale bez cizí pomoci může začít chodit až později, když se mu vyvinou příslušné svaly.

## Moroův reflex
Moroův reflex, poprvé popsaný Rakušanem Ernstem Moroem, můžeme u dětí pozorovat od narození zhruba do třetího měsíce života. Reflex se spustí, když dítě nečekaně uslyší hlasitý zvuk nebo má pocit, že přepadne dozadu. V tu chvíli se prohne v zádech, rozhodí ruce a nohy a nato se ruce okamžitě složí přes hrudník jakoby do objetí. Reflex  původně sloužil k přežití, pomáhal dítěti udržet se na matčiných zádech při chůzi.

Nepřítomnost nebo asymetrie reflexu, stejně jako přetrvávání reflexu do vyššího věku nejsou zcela normální. Absence reflexu naznačuje poruchu motorického systému nebo centrální nervové soustavy. Asymetrická reakce může ukazovat na hemiplegii, brachiální obrnu nebo zlomeninu klíční kosti. Reflex přetrvávající po pátém měsíci věku je pozorován u dětí se závažným neurologickým onemocněním. Pokud Moroův reflex přetrvává, může působit problémy se soustředěním, dítě může být přecitlivělé na (některé) senzorické stimuly a vykazovat symptomy ADHD nebo ADD. Přetrvávající Moroův reflex je také často pozorován u dětí s dyslexií.

## Babkinův reflex
Babkinův reflex se objevuje u novorozenců a kojenců přibližně do čtvrtého měsíce života a to i u nedonošených dětí narozených po 26. týdnu těhotenství., Je vyvolán současným stisknutím obou dlaní dítěte, na které reaguje dítě otevřením pusy, často doprovázeném zatnutím předloktí, otočením hlavy na stranu a zavřením očí. 

Na propojení rukou a úst při Babkinově reflexu dle neurologů navazuje další vývoj vědomé koordinace oko-ruka-ústa, která je nezbytná pro příjem potravy. Na rozdíl od úplné absence reflexu u novorozenců a kojenců je jeho přítomnost po pátém měsíci života považována za abnormální. Kojenci s přetrvávajícím Babkinovým reflexem by měli být neurology pečlivě sledováni kvůli možné souvislosti s mozkovou obrnou či mentální retardací. 

Reflex je pojmenován po ruském neurologovi Borisi Babkinovi, který reflex první popsal a nazval ho reflexem ruka-ústa. V německé literatuře se setkáváme s pojmenováním palmomandibulární znak. Babkinův respons často přetrvává, pokud přetrvává sací, hledací a/nebo palmární reflex. Souvislost mezi jednou motorikou a problémy s artikulací můžeme vysvětlit právě přetrvávajícím Bakinovým responsem .

## Sací reflex
Sací reflex je vyvoláván vložením jakéhokoliv objektu do úst dítěte nebo jejich blízkosti. Automatickou odpovědí dítěte na takový podnět je sání. Správná reflexivní reakce má zřetelný význam pro přežití jedince. Spolu s polykacím reflexem totiž umožňuje novorozenci přijímání potravy z matčina prsu. Sací reflex obvykle vymizí ve věku kolem čtyř měsíců. To samozřejmě neznamená, že dítě přestane sát, ale automatický reflex je nahrazen volním chováním.U dítěte s přetrvávajícím sacím reflexem zůstává jazyk příliš vpředu v puse a díky tomu má položený jazyk na spodině úst. Proto je pro ně těžké zavírat pusinku a dýchat nosem, dále mívají také problémy s artikulací hlásek.

## Hledací reflex
Hledací reflex je také důležitý pro přežití, protože pomáhá novorozenci při hledání zdroje potravy – matčina prsu,. Začíná se projevovat hned po porodu. Reflex se spustí, když novorozenec pocítí dotyk na tváři nebo na okraji úst. Reaguje otáčením hlavičky směrem k dotyku a otevíráním úst. Reflex se začíná vytrácet už ve věku kolem jednoho měsíce a definitivně vymizí ve věku kolem čtyř měsíců. Jeho absence v období prvního měsíce věku dítěte může signalizovat poruchu fungování mozkového kmene. Naopak z jeho přetrvávání můžeme usuzovat na poruchu fungování mozkové kůry. Děti s přetrvávajícím hledacím reflexem často potřebují orální stimulaci. Pořád potřebují něco žvýkat nebo sát, a tak dlouho cucají palce, vlasy, tužky, límečky apod. Tím ale může vznikat až “gotické patro”- hodně vysoké a úzké horní patro. Děti se u jídla často ušpiní, protože jim jídlo padá z úst. Přetrvávající sací i hledací reflex také může způsobovat, že dítě nemá rádo různé konzistence jídla .

## Úchopové reflexy
Mezi úchopové reflexy patří palmární úchopový reflex (úchop rukou) a plantární úchopový reflex (úchop nohou). Oba reflexy jsou důležitou součástí neurologického posouzení novorozence a kojence. Jejich vyvolání je zprostředkované reflexním mechanismem páteře, který je pravděpodobně regulován sekundárními motorickými oblastmi skrze páteřní neurony.

### Palmární úchopový reflex
Palmární úchopový reflex můžeme běžně pozorovat u novorozenců (včetně předčasně narozených dětí po 25. týdnu těhotenství) a kojenců do pátého až šestého měsíce života., K vyvolání reflexu stačí dítěti vložit do dlaně ukazováček a jemně na dlaň zatlačit. Podstatou reflexu je semknutí novorozencových prstů velkou silou kolem ukazováčku. Síla stisku je nepředvídatelná. K uvolnění stisku dochází buď samovolně, nebo po pošimrání hřbetu ruky.

Vymizení reflexu souvisí se zahájením volního používání horních končetin. Přetrvávání reflexu, úplná absence nebo přehnaná reakce na stimul mohou naznačovat nenormální vývoj centrálního nervového systému a motorických oblastí mozku. Palmární reflex má značný vliv na jemnou motoriku, od špatného držení tužky přes potíže s opozicí palce vůči ostatním prstům k tendenci „psát ústy“ a „mluvit rukama“ (Babkinův respons). Děti mohou mít i potíže s řečí a artikulací.

Palmární úchopový reflex se v literatuře nazývá také Robinsonův reflex.

### Plantární a Babinského reflex
Plantární úchopový reflex je vyvolán stimulací střední části chodidla palcem nebo tupým předmětem. Na tuto stimulaci reaguje jedinec skrčením prstů do úchopové pozice směrem od holeně. 

Zhruba do jednoho roku života je také díky nízké myelinaci kortikospinálního traktu přítomný tzv. Babinského reflex (znak) - extenze palce směrem k holeni. Pokud nedojde v souvislosti s kojencovým volním stavěním se na nohy kolem prvního roku života k vymizení Babinského reflexu, může to naznačovat neurologické poškození míchy nebo mozku.

## Plavací reflex
Plavací reflex se projevuje, když dítě ponoříme obličejem dolů do vody. V tomto případě kojenec automaticky zadrží dech a začne provádět koordinované plavací pohyby. Dochází také k zavření očí a úst, zúžení cév, zpomalení tepové frekvence (až na 50% původní frekvence) s cílem šetřit kyslík. Délka reakce je ve většině případů kolem 10 – 15 sekund. 

Plavací reflex můžeme pozorovat od věku kolem jednoho měsíce a vytrácí se ve věku kolem čtyř měsíců. Je jedním z reflexů, které byly důležité v dřívějších fázích vývoje lidského druhu a dnes je jeho praktičnost přinejmenším diskutabilní.

## Asymetrický tonický šíjový reflex
Asymetrický tonický šíjový reflex je přítomný od narození, vymizí většinou kolem pátého měsíce věku.

Pokud dítě leží na zádech, automaticky se mu hlava přetočí na jednu stranu, ruku a nohu na téže straně natáhne, zatímco ruku a nohu na druhé straně pokrčí. Při pasivním otáčení dítě zaujímá polohu s vnitřně rotačním nastavením končetin, při aktivním otáčení (a to lze lépe testovat až od 4. týdne) se objevuje zevní rotace končetin. Tím již dítě trénuje první koordinaci ruka-oko. Pro dobrou jemnou motoriku a správnou spolupráci mozkových hemisfér je důležité, aby byl asymetrický tonický šíjový reflex (ATŠR) včas inhibován. Pokud reflex přetrvává déle než 6 měsíců, může dítě trpět poruchou horních motorických neuronů, nebo i ADHD.

## Tonický labyrintový reflex
Vývoj hrubé motoriky je výrazně ovlivněn tonickým labyrintovým reflexem (TLR). Tonický labyrintový reflex je závislý na postavení hlavy (a tedy i labyrintu) dítěte v prostoru. Svůj původ má ve vestibulárním orgánu labyrintu vnitřního ucha. Pokud dítěti zakloníme hlavičku, zvyšuje se tonus v extenzorech v celém těle (dítě se natáhne), když dítěti hlavičku předkloníme, zvýší se tonus ve flexorech, dítě skrčí končetiny a zaujme podobnou polohu, jaká je typická pro polohu v děloze, tzv. „flexor habitus“. V poloze na břiše je tento reflex brzděn a přechází ve všeobecné flekční držení. Rotační pohyby trupu nejsou možné. Děti s přetrvávajícím tonickým labyrintovým reflexem mívají problémy s hrubou motorikou, často mají hypotonus (snížený svalový tonus) a rychle se u nich rozvine vadné držení těla.

## Intervence
Ve světě se využívají různé terapeutické metody, jejichž cílem je potlačit (inhibovat) přetrvávající primární reflexy, a tím odstranit jimi způsobené problémy. Princip metod se liší. Některé metody pracují s pohybem, jiné se zvukem (nebo kombinací zvuku a světla), další s očním cvičením (behaviorální optometrie) nebo senzorickou integrací.
V Evropě se mezi terapie inhibující primární reflexy pohybem řadí např. metoda Primary movement, INPP metoda, Dore programme; v USA je rozšířena zejména Masgutova metoda (MNRI), RMTi metoda, Doman Delacato method a metoda Levinson. V Austrálii se využívá NeuWays, program STNR nebo Braintrain100 Developmental Movement Program.
Cílem metody Bérard Auditory Integration Training je inhibovat přetrvávající primární reflexy pomocí zvuků, kterými se snaží aktivovat různá mozková centra; podobně je zaměřena také Quantum Reflex Integration™, která využívá kromě zvuku i světlo (low level laser therapy).
V České republice je odborná neuro-vývojová terapie poskytována v ordinacích lékařů, rehabilitačních centrech a v rámci fyzioterapie. Mimo zdravotní sektor je trendem posledních let neuro-vývojová stimulace (NVS). Jedná se o akreditovaný intervenční program u MŠMT ČR, určený původně pro pedagogy; „Pohybem se učíme“. Zakladatelkou této metody je fyzioterautka holandského původu Mgr. Marja Volemanová, PhD., která je majitelkou firmy, zajišťující akreditované školení Neuro-vývojová stimulace® zejména pro pracovníky pedagogických profesí. Intervenční program však není lékařskou terapií v pravém slova smyslu a aplikuje se především v mateřských a základních školách, nebo v pedagogicko-psychologických poradnách. V oblasti logopedie je komerčně nabízen také při komplexní rehabilitaci poruch řeči.